# فرودگاه اسلیو لیک
فرودگاه اسلیو لیک (به انگلیسی: Slave Lake Airport) یک فرودگاه همگانی با کد یاتا YZH است که یک باند فرود آسفالت دارد و طول باند آن ۱٬۶۹۷ متر است. این فرودگاه در کشور کانادا قرار دارد و در ارتفاع ۵۸۳ متری از سطح دریا واقع شده است.